# Піннекл (Північна Кароліна)
Піннекл (англ. Pinnacle) — переписна місцевість (CDP) в США, в окрузі Стокс штату Північна Кароліна. Населення — 786 осіб (2020).

## Географія
Піннекл розташований за координатами 36°19′22″ пн. ш. 80°25′23″ зх. д. / 36.32278° пн. ш. 80.42306° зх. д. (36.322773, -80.423167).  За даними Бюро перепису населення США в 2010 році переписна місцевість мала площу 9,40 км², з яких 9,35 км² — суходіл та 0,05 км² — водойми.

## Демографія
Згідно з переписом 2010 року, у переписній місцевості мешкали 894 особи в 344 домогосподарствах у складі 264 родин. Густота населення становила 95 осіб/км².  Було 384 помешкання (41/км²).
Расовий склад населення:
| - 91,1 % — білих - 6,6 % — чорних або афроамериканців - 0,9 % — азіатів - 0,1 % — корінних американців |

До двох чи більше рас належало 0,8 %. Частка іспаномовних становила 1,3 % від усіх жителів.
За віковим діапазоном населення розподілялося таким чином: 23,4 % — особи молодші 18 років, 63,2 % — особи у віці 18—64 років, 13,4 % — особи у віці 65 років та старші. Медіана віку мешканця становила 43,5 року. На 100 осіб жіночої статі у переписній місцевості припадало 101,4 чоловіків;  на 100 жінок у віці від 18 років та старших — 100,3 чоловіків також старших 18 років.
За межею бідності перебувало 8,1 % осіб, у тому числі 0,0 % дітей у віці до 18 років та 27,3 % осіб у віці 65 років та старших.
Цивільне працевлаштоване населення становило 237 осіб. Основні галузі зайнятості: освіта, охорона здоров'я та соціальна допомога — 60,8 %, роздрібна торгівля — 23,2 %, оптова торгівля — 6,3 %.